# Nederlands-Timor
Nederlands-Timor was een Nederlandse kolonie van midden 17e eeuw tot 1950 in het westelijk deel van het eiland Timor, een van de Kleine Soenda-eilanden. Het is nu West-Timor, een deel van de Indonesische provincie Nusa Tenggara Timur. De hoofdplaats van Nederlands-Timor was Koepang.
De kolonie omvatte naast westelijk Timor ook een aantal andere eilanden, waaronder:
- Roti
- Savoe
- Soemba
- Solor
- het oostelijk deel van Flores
- Kisar (van 1912 tot 1926)

## Geschiedenis
Europese ontdekkingsreizigers bezochten het eiland Timor begin 16e eeuw en troffen een aantal kleine koninkrijken aan. Het belangrijkste hiervan was Wehale in Centraal-Timor. Het eiland werd in de 16e eeuw gekoloniseerd door de Portugezen, die het in 1520 opeisten.
De Nederlandse VOC arriveerde in 1640, drong de Portugezen naar het oosten van Timor en richtte een kolonie op die onder het bestuur van een VOC-opperhoofd stond. Na het uiteenvallen van de VOC in 1799 werd Nederlands-Timor een kolonie van de Nederlandse staat (destijds de Bataafse Republiek). Tijdens de daaropvolgende napoleontische oorlogen werd het bezet door de Britten.

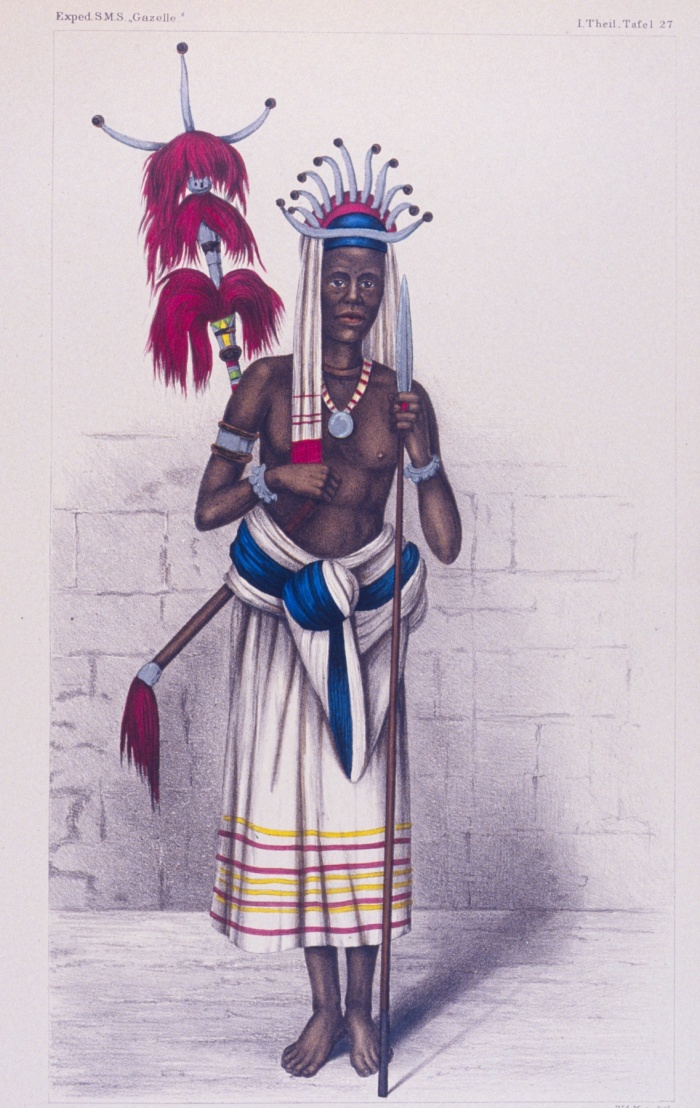
Krijger nabij Koepang, afbeelding gemaakt tijdens een Duitse expeditie in 1875

In 1816 herstelde de Nederlandse regering haar gezag en in 1818 later werden de eilanden van de Timor-archipel onder het bestuur van de Molukken gebracht. Een jaar later werd Timor een aparte kolonie van Nederlands-Indië, de residentie Timor en onderhorigheden. Deze kolonie werd bestuurd door een resident (een soort gouverneur) en was ingedeeld in vijf administratieve districten: Timor, Roti, Savoe, Larantoeka (Oost-Flores) en Soemba.
In 1905 had Nederlands-Timor zo'n 380.500 inwoners. De hoofdstad Koepang had ongeveer 8000 inwoners, waaronder 145 Europeanen, 594 Chinezen en 43 Arabieren.
De grens tussen het Nederlandse en Portugese deel van het eiland (Portugees-Timor) werd in 1859 bepaald met een grensverdrag, gevolgd door een tweede verdrag in 1893, maar de grens werd pas in 1914 definitief vastgelegd.
William Bligh, kapitein van de HMAV Bounty, arriveerde in Nederlands-Timor op 14 juni 1789. Na de muiterij op de Bounty was hij in een sloep overboord gezet en slaagde er na 48 dagen en 6700 kilometer in om Koepang te bereiken.
Mary Bryant, een Engelse gevangene die in 1791 uit Australië ontsnapte, bereikte Koepang na haar beroemde scheepsreis van 66 dagen en 5000 kilometer, samen met haar kinderen en acht andere gevangenen. Toen de Nederlandse autoriteiten ontdekten dat het om ontsnapte gevangenen ging, werden ze teruggestuurd naar Groot-Brittannië.
In april 1931 crashte de eerste Imperial Airways-postvlucht tussen Londen en Sydney nabij Koepang. De post werd overgeheveld naar een ander vliegtuig dat het alsnog op 29 april in Sydney afleverde.
Op 12 december 1942, tijdens de Tweede Wereldoorlog, vielen de Japanners Timor aan, versloegen de 600 Nederlandse garnizoenstroepen en 1400 Australische commando's en veroverden zowel West- als Oost-Timor (zie Slag om Timor). Op 14 augustus 1945 werd het eiland bevrijd, en drie dagen later verklaarde Indonesië zichzelf onafhankelijk. De Nederlanders kwamen terug naar Nederlands-Timor, maar stuitten op hevig verzet van Indonesische guerrilla's. In 1950 werd Nederlands-Timor deel van Indonesië als Indonesisch-Timor. De naam West-Timor kwam in gebruik in 1975, het jaar dat Indonesië het net onafhankelijk geworden Oost-Timor binnenviel en annexeerde.
Gouvernementen: Goudkust* · Nederlands Brazilië · Nederlandse Antillen · Nederlands-Guiana (Berbice* · Cayenne · Demerary* · Essequebo* · Pomeroon · Suriname*) · Nieuw-Nederland
Gebieden met een directeur: Maagdeneilanden
Gebieden met een baron: Tobago (geleend aan Cornelis Lampsins)
Factorijen / handelsposten: Arguin · Loango-Angolakust · Senegambia · Slavenkust
Gouvernementen: Amboina* · Banda* · Batavia* · Ceylon · Coromandelkust* · Formosa · Java's Noordoostkust* · Kaapkolonie* · Makassar* · Malakka* · Mauritius · Molukken*
Directoraten: Vestingen in Bengalen · Vestingen in Perzië · Suratte
Commandementen: Bantam* · Malabar · Sumatra's Westkust*
Residenten: Bandjarmasin* · Cheribon* · Palembang* · Pontianak*
Gebieden met een opperhoofd: Birma · Dejima* · Vestingen in Siam · Timor · Tonquin
Factorijen: Vestingen in China
Nederzettingen: Amsterdam eiland (incl. Smeerenburg) · Jan Mayen
Vestingen: Acadia · Fort Nassau · Zoutpannen in Venezuela
*: Gebieden ook in handen van de Bataafse Republiek geweest.